# Inonotus minutoporus
Inonotus minutoporus är en svampart som beskrevs av Ryvarden 2005. Inonotus minutoporus ingår i släktet Inonotus och familjen Hymenochaetaceae.   Inga underarter finns listade i Catalogue of Life.